# Пайкс-Пик
Пайкс-Пик (англ. Pikes Peak) — гора в центральной области США, в штате Колорадо, в цепи Скалистых гор. Расположена в 16 км к западу от Колорадо Спрингс. Самая южная вершина отрога Фронт-Рэндж, поднимается в Южном Парке на высоту 4301 метр над уровнем моря. Пайкс-Пик назван в честь исследователя Зебулона Пайка и является Национальным историческим памятником.
Пайкс-Пик сложен характерным розовым гранитом, который так и называется гранит Пайкс Пик. Цвет его обусловлен большим количеством полевого шпата. Здесь находится одна из важнейших метеорологических станций США. В 1899 году Пайкс-Пик стал местом для экспериментов, проводимых электротехником, изобретателем Николой Теслой.
«Гонка в облаках» или Пайкс-Пик — ежегодные международные  автомотосоревнования по подъёму на холм. Первая гонка состоялась в 1916 году. Старт располагается на высоте 2 862 метра над уровнем моря, а финиш — на высоте 4 301 м. Длина дистанции, которую преодолевают пилоты с многочисленными «слепыми» виражами и 157 поворотами без каких-либо ограждений, составляет 19,99 км (12,42 мили).